# Kopiarz sulejowski
Kopiarz sulejowski – zbiór odpisów dokumentów nadań i przywilejów otrzymanych przez opactwo cystersów w Sulejowie. Pierwsze odpisy zostały sporządzone w 1618 roku, za czasów opata Ottona Schenkinga, ostatnie pochodzą z końca XVIII wieku. Służyły głównie dokumentowaniu praw do posiadłości podczas licznych procesów sądowych.
Ogółem w zbiorze, mającym obecnie postać księgi papierowej, znajduje się 158 kart zawierających 223 dokumenty. Nie zachowały się 34 dokumenty wymienione w indeksie końcowym. Najwcześniejszym dokumentem zawartym w kopiarzu jest przywilej lokacyjny Kazimierza Sprawiedliwego, jego autentyczność jest jednak kwestionowana. W dokumencie wystawionym przez Leszka Białego w 1217 roku znajduje się pierwsza zachowana pisemna wzmianka o Piotrkowie, nazwanym Petrecoue. 
Kopiarz, przechowywany w bibliotece opactwa, zaginął w okresie po kasacie klasztoru w 1819 roku. Odnalazł go w 1930 roku w Tarnopolu Michał Rawita-Witanowski. Okoliczności tego odkrycia są nieznane. Odkupiwszy od poprzedniego posiadacza, Rawita-Witanowski przekazał zabytek muzeum prowadzonemu przez piotrkowski oddział Polskiego Towarzystwa Krajoznawczego. 
Pierwszą pracą naukową, badającą dokumenty zawarte w kopiarzu, była napisana w końcu lat 30. XX wieku rozprawa doktorska Józefa Mitkowskiego, traktująca o historii sulejowskiego opactwa. 
W czasie II wojny światowej najcenniejsze eksponaty z piotrkowskiego muzeum były przechowywane w domach członków PTK. Po wojnie kopiarz trafił do Powiatowego Archiwum Państwowego w Piotrkowie, prawdopodobnie w roku 1951, nie zachował się jednak żaden dokument potwierdzający przekazanie go przez muzeum. W latach 60. – znów w niejasnych okolicznościach – znalazł się w archiwum łódzkim, gdzie wpisano go do rejestru nabytków. W 1967 roku wypożyczono go do Piotrkowa na okolicznościową wystawę i już nie zwrócono – formalnie sprawę własności zabytku uregulowano dopiero w 1994 roku. 
Kopiarz sulejowski jest przechowywany w Archiwum Państwowym w Piotrkowie Trybunalskim.
Istnieje także drugi zbiór odpisów dokumentów dotyczących opactwa, tzw. Kopiarz sulejowski II, przechowywany w Archiwum Akt Dawnych w Warszawie. Sporządzany był od połowy XVII do pierwszej połowy XVIII wieku. Oba kopiarze powstawały niezależnie, stąd istnieją między nimi różnice. 